# Orphica

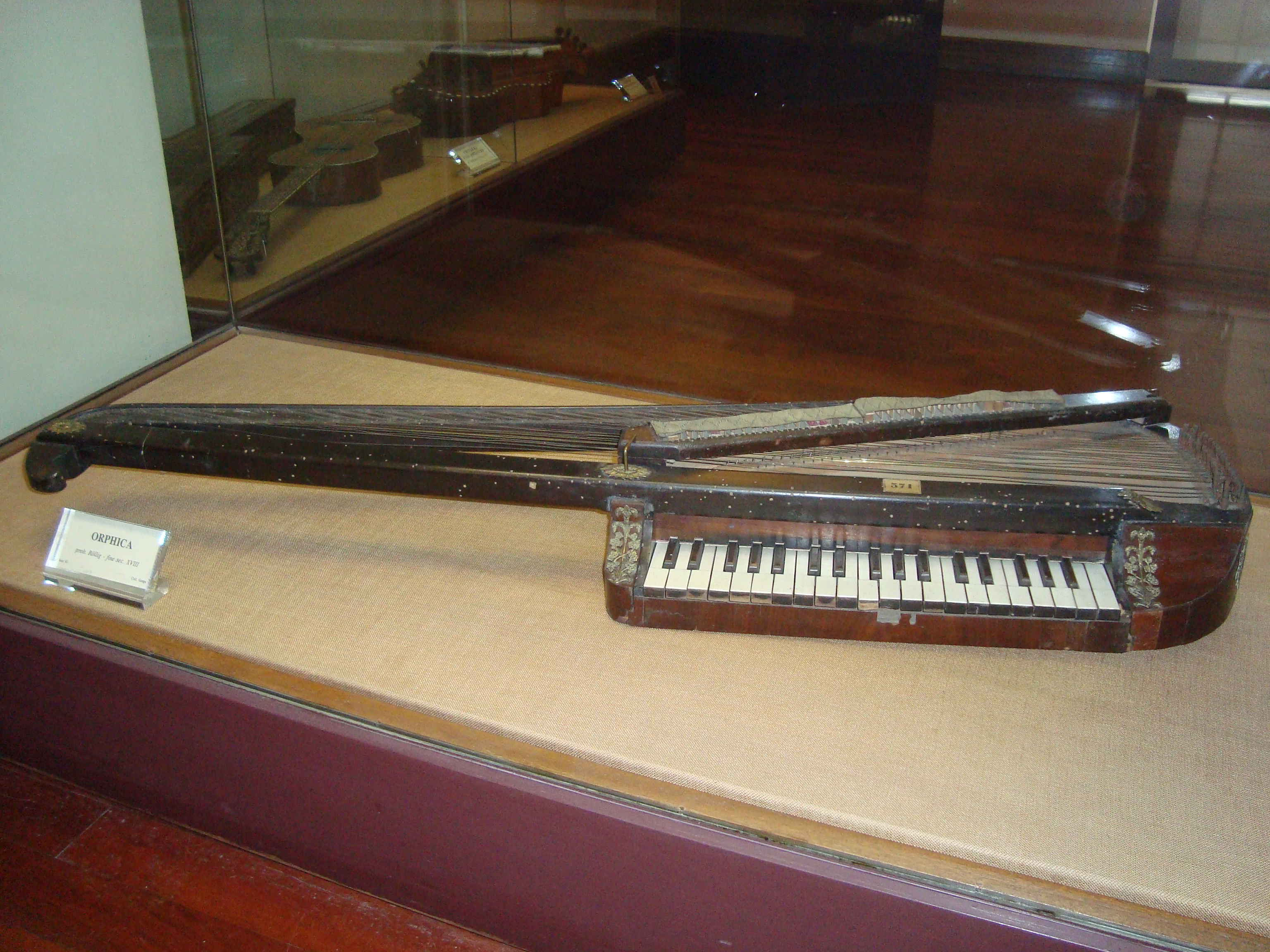
Un orphica au Museo Nazionale degli Strumenti Musicali di Roma.

Un orphica est un instrument inventé par Carl Leopold Röllig à Vienne, en 1795. Il s’agit d’un petit piano portable dont les cordes sont tendues sur un cadre triangulaire. Une partie de ce cadre déborde de la caisse de résonance et laisse les cordes partiellement « à jour », comme sur une harpe. Röllig attribue le nom d’orphica à son instrument car il trouvait, d’une part, que sa forme ressemblait à celle de la lyre d’Orphée et d’autre part, en raison des cordes « à jour », comme sur la lyre. 
Il subsiste moins d'une cinquantaine d'instruments dans le monde, dont trois en France. Parmi ceux-ci, 10 seulement ont été fabriqués sous le privilège et du vivant de Rölling. On les appelle les « modèles Röllig ». L’un d'entre eux est au Musée de la musique à Paris ; il n'est malheureusement pas exposé. Ce type d’instrument a déjà été utilisé par des compositeurs célèbres tels que Ludwig van Beethoven. Après la mort de Röllig, d'autres ont été fabriqués par des facteurs de piano qui ont modifié la forme, en arrondissant les angles. C'est le cas de celui du musée de Rome (voir photo ci-contre). On les appelle « modèles Klein », du nom d'un des premiers luthiers à avoir construit cet instrument après la mort de Röllig.